# Анненковське сільське поселення (Ромодановський район)
Анне́нковське сільське поселення (рос. Анненковское сельское поселение) — муніципальне утворення у складі Ромодановського району Мордовії, Росія. Адміністративний центр — село Анненково.

## Історія
Станом на 2002 рік існували Анненковська сільська рада (село Анненково, присілки Каторовка, Мала Чуфаровка) та Старомихайловська сільська рада (село Стара Михайловка, присілки Покришкино, Ханінеєвка).
13 липня 2009 року було ліквідовано Старомихайловське сільське поселення, його територія увійшла до складу Анненковського сільського поселення.

## Населення
Населення — 811 осіб (2019, 852 у 2010, 956 у 2002).

## Склад
До складу поселення входять такі населені пункти:
| Населений пункт          | Населення, осіб (2002) | Населення, осіб (2010) |
| ------------------------ | ---------------------- | ---------------------- |
| Анненково, село          | 623                    | 595                    |
| Кавторовка, присілок     | 63                     | 42                     |
| Мала Чуфаровка, присілок | 89                     | 70                     |
| Покришкино, присілок     | 42                     | 47                     |
| Стара Михайловка, село   | 116                    | 77                     |
| Ханінеєвка, присілок     | 23                     | 21                     |